# Bleptina flaviguttalis
Bleptina flaviguttalis là một loài bướm đêm trong họ Noctuidae.